# Wybieg (technika)
Wybieg – ruch pojazdu lub ruchomych elementów maszyny po wyłączeniu napędu.
Wybieg ma miejsce z powodu działania siły bezwładności.
Wybieg określa się jako czas (czas wybiegu) lub odległość (tzw. drogę wybiegu) przebyte od wyłączenia maszyny działającej z określoną prędkością do chwili lub punktu jej całkowitego zatrzymania się.